# 艾莉桑娜·繆思
艾莉桑娜·繆思（英語：Arizona Muse，1988年9月18日—），美國超級名模。她是高級時裝品牌：Fendi、Prada、Louis Vuitton的代言人。艾莉桑娜上過Vogue Italia、Numero及i-D等雜誌封面或內頁，也有參與Balmain、Hermes、Chanel等著名時裝及奢侈品的時裝展。艾莉桑娜現在在Models.com的Top 50 Women中排第3名。